# Allium guanxianense
Allium guanxianense — вид рослин з родини амарилісових (Amaryllidaceae); ендемік Китаю.

## Опис
Коріння товсте, м'ясисте. Цибулини скупчені, циліндричні, діаметром 0.6–1 см. Листки лінійно-обернено-ланцетні, коротші, ніж стеблина, 2–3 мм завширшки, серединна жилка чітко виражена, верхівка від тупої до загостреної. Стеблина 40–60 см, циліндрична, вкрита листовими піхвами на ≈ 1/4 довжини. Зонтик кулястий, нещільно-квітковий. Оцвітина біла; сегменти від ланцетних до яйцювато-ланцетних, 8–9 × ≈ 2 мм, верхівки тупі. Період цвітіння: серпень.

## Поширення
Ендемік центрального Сичуаня Китай.
Населяє вологі схили; 1800–2000 м.